# Muhammad Ali (hudebník)
Muhammad Ali (rodným jménem Raymond Patterson; * 23. prosince 1936 Filadelfie, Pensylvánie) je americký jazzový bubeník. Jeho starším bratrem je bubeník Rashieda Aliho. V roce 1969 nahrál se saxofonistou Albertem Aylerem album, které však vyšlo až v roce 1971 – rok po jeho smrti – pod názvem The Last Album. V roce 1969 se přestěhoval do Evropy, kde spolupracoval například se saxofonistou Frankem Wrightem nebo klavíristou Bobbym Fewem. V říjnu 2006 hrál na koncertě u příležitosti nedožitých osmdesátých narozenin Johna Coltranea; hráli zde také například Rashied Ali, Reggie Workman nebo Dave Burrell. V roce 2008 hrál společně s Noahem Howardem.